# Grudsko polje
Grudsko polje je krško polje u jugozapadnom dijelu BiH, a dio je Imotsko-bekijskog polja. Nalazi se na nadmorskoj visini od 280 – 620 metara i otvoreno je prema dolini Neretve. U sjeveroistočnom dijelu polja nalaze se brojan krška vrela, od kojih je najznačajnije Grudsko vrilo, a na jugozapadu su ponori – Šainovac, Mikulića ponor i drugi. Klima je izmijenjeno sredozemna. Poljem teče nekoliko tokova od kojih su najznačajniji Vrlika, Tihaljina i Trebižat. Najveća naselja smještena su na rubnim dijelovima polja – Borajna, Blaževići,  Ružići, Donji Mamići, Drinovci i sam grad Grude, po kome je polje i dobilo ime.

## Vanjske poveznice
- Općina Grude » Opći podaci